# Обсерватория Ла-Сагра
Обсерватория Ла-Сагра (исп. La Sagra) — астрономическая обсерватория, расположенная в муниципалитете Пуэбла-де-Дон-Фадрике провинции Гранада (Испания). Её торжественное открытие состоялось 14 июня 2009 года при соглашении о сотрудничестве с Астрофизическим институтом Андалусии и астрономической обсерваторией Мальорки. Назначением Ла-Сагры является изучение астероидов класса S Солнечной системы.

## Местоположение
Обсерватория расположена в горах Сьерра-де-ла-Сагра на высоте 930 метров и на расстоянии около 34 км от Пуэбла-де-Дон-Фадрике (провинции Гранада, Испания). Это примерно в 15 км от обсерватории Калар-Альто в провинции Альмерия.

## Направления работы
Здесь проводятся такие исследования малых тел Солнечной системы, как:
- поиск околоземных объектов;
- поиск транснептуновых объектов;
- поиск астероидов главного пояса.